# 澳洲犁齒鱈
澳洲犁齒鱈，為輻鰭魚綱鱈形目稚鱈科的其中一種，分布於東南太平洋及西南大西洋智利、阿根廷巴塔哥尼亞、福克蘭群島海域，為亞熱帶海水魚，深度30-1000公尺，體長可達50公分，棲息在底層水域，生活習性不明，可做為食用魚。